# Frederick Howard, 5.º Conde de Carlisle
Frederick Howard, 5.º Conde de Carlisle, KG PC (Castle Howard, 24 de maio de 1748 – Castle Howard, 4 de setembro de 1825) foi um par britânico, estadista, diplomata e autor.

## Biografia
Ele era filho de Henry Howard, 4º Conde de Carlisle e sua segunda esposa Isabella Byron. Sua mãe era filha de William Byron, 4º Barão Byron e sua esposa Frances Berkeley, descendente de John Berkeley, 1º Barão Berkeley de Stratton. Ela também era irmã de William Byron, 5º Barão Byron e tia-avó de George Gordon Byron, 6º Barão Byron, o poeta. Em 1798, Carlisle foi nomeado guardião de Lord Byron, que mais tarde o ridicularizou em Bardos ingleses e Revisores escoceses.
Durante sua juventude, Carlisle foi orientado por George Selwyn e era conhecido principalmente como um homem do prazer e da moda. Ele Entrou para a Câmara dos Lordes em 1770. Depois de atingir os trinta anos de idade, sua nomeação para uma comissão enviada por Frederick North, Lord North, para tentar uma reconciliação com os Treze Colônias durante a Guerra da Independência Americana foi recebido com escárnio pela oposição. O fracasso da embaixada não foi devido a qualquer incapacidade por parte do conde, mas à impopularidade do governo do qual recebeu sua autoridade. Ele foi considerado por ter demonstrado tanta habilidade que foi confiado com o vice-reino da Irlanda em 1780.
O tempo foi uma das maiores dificuldades; pois enquanto a calma do país foi perturbada pela Guerra da Independência americana, suas tropas regulares foram drenadas e grandes grupos de voluntários que não estavam sob o controle do governo foram formados. No entanto, os dois anos de governo de Carlisle passaram em sossego e prosperidade, e a instituição de um banco nacional e outras medidas que ele efetuou deixaram resultados permanentemente benéficos no comércio da ilha. Em 1789, nas discussões quanto à regência, Carlisle teve um papel de destaque ao lado do príncipe de Gales.
Em 1791, ele se opôs à política de resistência de William Pitt, o Jovem, ao desmembramento do Império Otomano pelo Império Russo; mas com a eclosão da Revolução Francesa, ele deixou a oposição e manteve vigorosamente a causa da guerra. Em 1815, ele se opôs à promulgação das Leis do Milho; mas, desde então, até sua morte, ele não teve nenhum papel importante na vida pública.

## Obras
- Poems, 1773
- The Father's Revenge, tragédia em cinco atos, 1783
- To Sir J. Reynolds, versos, 1790
- A Letter to Earl FitzWilliam, 1795
- The Crisis, 1798
- Unite or Fall, 1798
- The Stepmother, tragédia, 1800
- The Tragedies and Poems of Frederick, Earl of Carlisle, 1801
- Verses on the Death on Lord Nelson, 1806
- Thoughts on the present Condition of the Stage, 1808
- Miscellanies, 1820